# Sylph
Sylph (jap. シルフ, Shirufu) ist ein japanisches Manga-Magazin, das sich an ein jugendliches weibliches Publikum richtet und daher zur Shōjo-Kategorie gezählt wird. Es konzentriert sich auf Fantasy- und Science-Fiction-Serien. Einige Serien sind auch dem Genre Boys’ Love zuzuordnen oder enthalten Anspielungen darauf. Das Magazin erscheint seit 2006, zunächst als Sonderausgabe des mittlerweile eingestellten Dengeki Comic Gao! als Comic Sylph. Seit 22. Mai 2008 erscheint Sylph als eigenständiges Monatsmagazin an jedem 22. Im Jahr 2009 verkaufte es sich 70.000 mal pro Ausgabe.

## Serien (Auswahl)
- Arcana Famiglia von HuneX und Ruru
- Brothers Conflict von Takeshi Mizuno
- Durarara!! 3way standoff -alley- von Izuco Fujiya
- Lillia to Treize von Keiichi Sigsawa und Hiroki Haruse
- Magic-kyun Renaissance von Hajime Yatate und Junta Mio
- S.L.H Stray Love Hearts! von Aya Shouoto
- Star-Myu von Ren Hidoh
- Uta no Prince-sama von Yukihiro Utako
- Valvrave the Liberator: Uragiri no Rakuin von Ichiya Sazanami